# Ptichodis fasciata
Ptichodis fasciata är en fjärilsart som beskrevs av Jones 1921. Ptichodis fasciata ingår i släktet Ptichodis och familjen nattflyn. Inga underarter finns listade.